# Llano de la Lima
Llano de la Lima es una localidad del estado mexicano de Chiapas. Es parte del municipio de Tapachula.

## Demografía
| Gráfica de evolución demográfica |
|                                  |

| Censo | Población |
| ----- | --------- |
| 1921  | 431       |
| 1930  | 423       |
| 1940  | 394       |
| 1950  | 606       |
| 1960  | 508       |
| 1970  | 527       |
| 1980  | 788       |
| 1990  | 1 443     |
| 2000  | 1 724     |
| 2010  | 1 579     |
| 2020  | 1 408     |